# Campeonato Metropolitano 1972 (Argentina)
El Torneo Metropolitano 1972 fue el cuadragésimo noveno de la era profesional y el primero de los dos jugados ese año en la Primera División de Argentina de fútbol. Se disputó en dos ruedas, por el sistema de todos contra todos, entre el 25 de febrero y el 1 de octubre.
El campeón fue el Club Atlético San Lorenzo de Almagro, con uno de los mejores equipos de su historia, dirigido técnicamente por el Toto Lorenzo. Su superioridad frente al resto de los participantes fue tal, que la consagración se produjo cinco fechas antes de la finalización del certamen, a pesar de un empate 1 a 1 contra el Club Atlético Atlanta, en condición de local sacándole una ventaja de nueve puntos al segundo clasificado hasta ese momento, Vélez Sarsfield, que falló por segundo año consecutivo en la lucha por el título.
Clasificaron al siguiente Torneo Nacional todos los equipos participantes.
Por su parte, el descenso se definió sobre el final del año, tras la disputa del Nacional, con un Reclasificatorio jugado entre los últimos seis equipos del certamen, que sumaron los puntos obtenidos en ese torneo reducido con los de la fase regular.

## Ascensos y descensos
| Pos | Equipo ascendido |
| --- | ---------------- |
| 1.º | Lanús            |

| Pos  | Equipos descendidos en la temporada 1971 |
| ---- | ---------------------------------------- |
| 18.º | Los Andes                                |
| 19.º | Platense                                 |

De esta manera, el número de participantes se redujo a 18.

## Equipos
| Equipo             | Ciudad       |
| ------------------ | ------------ |
| Argentinos Juniors | Buenos Aires |
| Atlanta            | Buenos Aires |
| Banfield           | Banfield     |
| Boca Juniors       | Buenos Aires |
| Chacarita Juniors  | Villa Maipú  |
| Colón              | Santa Fe     |
| Estudiantes        | La Plata     |
| Ferro Carril Oeste | Buenos Aires |
| Gimnasia y Esgrima | La Plata     |
| Huracán            | Buenos Aires |
| Independiente      | Avellaneda   |
| Lanús              | Lanús        |
| Newell's Old Boys  | Rosario      |
| Racing Club        | Avellaneda   |
| River Plate        | Buenos Aires |
| Rosario Central    | Rosario      |
| San Lorenzo        | Buenos Aires |
| Vélez Sarsfield    | Buenos Aires |

### Distribución geográfica de los equipos
| Región                 | Cant. | Equipos |
| ---------------------- | ----- | --- |
| Ciudad de Buenos Aires | 8     | Argentinos Juniors, Atlanta, Boca Juniors, Ferro Carril Oeste, Huracán, River Plate, San Lorenzo y Vélez Sarsfield |
| Conurbano bonaerense   | 5     | Banfield, Chacarita Juniors, Independiente, Lanús y Racing Club                                                    |
| Provincia de Santa Fe  | 3     | Colón, Newell's Old Boys y Rosario Central                                                                         |
| Ciudad de La Plata     | 2     | Estudiantes y Gimnasia y Esgrima                                                                                   |

## Tabla de posiciones final
| Pos. | Equipo                  | Pts. | PJ | PG | PE | PP | GF | GC | Dif. |
| ---- | ----------------------- | ---- | -- | -- | -- | -- | -- | -- | ---- |
| 1.º  | San Lorenzo             | 49   | 34 | 18 | 13 | 3  | 59 | 33 | 26   |
| 2.º  | Racing Club             | 43   | 34 | 14 | 15 | 5  | 56 | 44 | 12   |
| 3.º  | Huracán                 | 40   | 34 | 14 | 12 | 8  | 66 | 49 | 17   |
| 4.º  | River Plate             | 40   | 34 | 15 | 10 | 9  | 64 | 52 | 12   |
| 5.º  | Vélez Sarsfield         | 39   | 34 | 14 | 11 | 9  | 59 | 50 | 9    |
| 6.º  | Rosario Central         | 38   | 34 | 14 | 10 | 10 | 51 | 39 | 12   |
| 7.º  | Newell's Old Boys       | 38   | 34 | 13 | 12 | 9  | 49 | 49 | 0    |
| 8.º  | Chacarita Juniors       | 37   | 34 | 13 | 11 | 10 | 46 | 41 | 5    |
| 9.º  | Boca Juniors            | 36   | 34 | 12 | 12 | 10 | 56 | 44 | 12   |
| 10.º | Colón                   | 36   | 34 | 14 | 8  | 12 | 51 | 52 | −1   |
| 11.º | Independiente           | 35   | 34 | 12 | 11 | 11 | 47 | 48 | −1   |
| 12.º | Argentinos Juniors      | 34   | 34 | 10 | 14 | 10 | 52 | 37 | 15   |
| 13.º | Estudiantes (LP)        | 33   | 34 | 14 | 5  | 15 | 40 | 52 | −12  |
| 14.º | Atlanta                 | 31   | 34 | 12 | 7  | 15 | 43 | 54 | −11  |
| 15.º | Gimnasia y Esgrima (LP) | 26   | 34 | 8  | 10 | 16 | 40 | 55 | −15  |
| 16.º | Ferro Carril Oeste      | 24   | 34 | 6  | 12 | 16 | 39 | 55 | −16  |
| 17.º | Lanús                   | 12   | 34 | 3  | 6  | 25 | 35 | 71 | −36  |
| 18.º | Banfield                | 0    | 34 | 7  | 7  | 20 | 25 | 53 | −28  |

|  | Campeón.                            |
|  | Debió disputar el Reclasificatorio. |

### Evolución de las posiciones
| Equipo                  | 01 | 02 | 03 | 04 | 05 | 06 | 07 | 08 | 09 | 10 | 11 | 12 | 13 | 14 | 15 | 16 | 17 | 18 | 19 | 20 | 21 | 22 | 23 | 24 | 25 | 26 | 27 | 28 | 29 | 30 | 31 | 32 | 33 | 34 |
| ----------------------- | -- | -- | -- | -- | -- | -- | -- | -- | -- | -- | -- | -- | -- | -- | -- | -- | -- | -- | -- | -- | -- | -- | -- | -- | -- | -- | -- | -- | -- | -- | -- | -- | -- | -- |
| San Lorenzo             | 6  | 2  | 7  | 5  | 3  | 3  | 4  | 5  | 2  | 3  | 3  | 1  | 1  | 1  | 1  | 1  | 1  | 1  | 1  | 1  | 1  | 1  | 1  | 1  | 1  | 1  | 1  | 1  | 1  | 1  | 1  | 1  | 1  | 1  |
| Racing Club             | 6  | 5  | 3  | 7  | 8  | 7  | 8  | 6  | 6  | 4  | 2  | 4  | 2  | 4  | 4  | 2  | 2  | 2  | 5  | 5  | 5  | 6  | 6  | 6  | 5  | 4  | 4  | 3  | 2  | 3  | 3  | 2  | 2  | 2  |
| Huracán                 | 9  | 8  | 6  | 9  | 9  | 11 | 13 | 13 | 13 | 12 | 11 | 9  | 9  | 8  | 6  | 6  | 7  | 7  | 10 | 8  | 7  | 7  | 9  | 10 | 9  | 9  | 9  | 8  | 8  | 7  | 6  | 6  | 4  | 3  |
| River Plate             | 2  | 12 | 14 | 11 | 12 | 13 | 10 | 9  | 10 | 11 | 10 | 7  | 11 | 12 | 8  | 7  | 8  | 4  | 3  | 4  | 2  | 3  | 4  | 4  | 3  | 5  | 2  | 2  | 3  | 4  | 4  | 3  | 3  | 4  |
| Vélez Sarsfield         | 13 | 14 | 9  | 6  | 4  | 5  | 3  | 3  | 5  | 6  | 8  | 10 | 10 | 9  | 7  | 8  | 5  | 8  | 4  | 3  | 4  | 2  | 2  | 2  | 2  | 2  | 3  | 5  | 4  | 2  | 2  | 4  | 5  | 5  |
| Rosario Central         | 12 | 7  | 10 | 12 | 10 | 9  | 7  | 7  | 8  | 8  | 7  | 5  | 5  | 7  | 12 | 12 | 12 | 12 | 12 | 12 | 12 | 11 | 12 | 11 | 11 | 11 | 10 | 9  | 9  | 9  | 7  | 7  | 7  | 6  |
| Newell's Old Boys       | 8  | 6  | 5  | 3  | 7  | 4  | 2  | 2  | 4  | 2  | 4  | 2  | 3  | 2  | 2  | 3  | 4  | 3  | 2  | 2  | 3  | 5  | 3  | 3  | 4  | 3  | 5  | 4  | 7  | 5  | 5  | 5  | 6  | 7  |
| Chacarita Juniors       | 3  | 4  | 4  | 2  | 6  | 8  | 9  | 11 | 12 | 10 | 9  | 8  | 7  | 5  | 5  | 4  | 3  | 5  | 6  | 6  | 8  | 8  | 7  | 5  | 6  | 7  | 6  | 7  | 5  | 6  | 8  | 8  | 10 | 8  |
| Boca Juniors            | 1  | 3  | 2  | 1  | 1  | 1  | 1  | 1  | 1  | 1  | 1  | 3  | 4  | 3  | 3  | 5  | 6  | 6  | 9  | 9  | 10 | 9  | 8  | 8  | 10 | 10 | 11 | 12 | 11 | 10 | 10 | 10 | 9  | 9  |
| Colón                   | 3  | 1  | 1  | 4  | 2  | 2  | 5  | 8  | 7  | 7  | 6  | 11 | 8  | 6  | 10 | 10 | 9  | 9  | 7  | 7  | 6  | 4  | 5  | 7  | 7  | 8  | 7  | 6  | 6  | 8  | 9  | 9  | 8  | 10 |
| Independiente           | 9  | 8  | 11 | 13 | 13 | 14 | 17 | 15 | 14 | 15 | 16 | 14 | 15 | 14 | 13 | 13 | 14 | 14 | 13 | 13 | 14 | 13 | 14 | 13 | 12 | 13 | 12 | 11 | 12 | 12 | 11 | 11 | 11 | 11 |
| Argentinos Juniors      | 11 | 13 | 8  | 8  | 5  | 6  | 6  | 4  | 3  | 5  | 5  | 6  | 6  | 10 | 9  | 9  | 11 | 10 | 11 | 11 | 11 | 12 | 11 | 12 | 13 | 12 | 13 | 13 | 13 | 13 | 13 | 13 | 12 | 12 |
| Estudiantes (LP)        | 3  | 10 | 12 | 10 | 11 | 10 | 11 | 12 | 11 | 13 | 13 | 12 | 12 | 11 | 11 | 11 | 10 | 11 | 8  | 10 | 9  | 10 | 10 | 9  | 8  | 6  | 8  | 10 | 10 | 11 | 12 | 12 | 13 | 13 |
| Atlanta                 | 14 | 16 | 17 | 14 | 16 | 16 | 15 | 16 | 16 | 14 | 15 | 16 | 16 | 16 | 16 | 16 | 16 | 15 | 15 | 15 | 15 | 15 | 15 | 15 | 15 | 15 | 15 | 15 | 15 | 15 | 14 | 14 | 14 | 14 |
| Gimnasia y Esgrima (LP) | 15 | 15 | 16 | 17 | 15 | 15 | 14 | 14 | 15 | 16 | 14 | 15 | 14 | 15 | 14 | 14 | 13 | 13 | 14 | 14 | 13 | 14 | 13 | 14 | 14 | 14 | 14 | 14 | 14 | 14 | 15 | 15 | 15 | 15 |
| Ferro Carril Oeste      | 17 | 17 | 15 | 16 | 14 | 12 | 12 | 10 | 9  | 9  | 12 | 13 | 13 | 13 | 15 | 15 | 15 | 16 | 16 | 16 | 16 | 16 | 16 | 16 | 16 | 16 | 16 | 16 | 16 | 16 | 16 | 16 | 16 | 16 |
| Lanús                   | 16 | 11 | 13 | 15 | 17 | 17 | 16 | 17 | 17 | 17 | 17 | 17 | 17 | 17 | 17 | 17 | 17 | 17 | 17 | 17 | 17 | 17 | 17 | 17 | 17 | 17 | 17 | 17 | 17 | 17 | 17 | 17 | 17 | 17 |
| Banfield                | 18 | 18 | 18 | 18 | 18 | 18 | 18 | 18 | 18 | 18 | 18 | 18 | 18 | 18 | 18 | 18 | 18 | 18 | 18 | 18 | 18 | 18 | 18 | 18 | 18 | 18 | 18 | 18 | 18 | 18 | 18 | 18 | 18 | 18 |

- Fuente:

## Torneo Reclasificatorio
Se disputó después del Nacional. Lo jugaron los equipos que ocuparon los seis últimos puestos de la fase regular, aunque su disputa fue una mera formalidad, ya que, según lo que determinaba la reglamentación, era matemáticamente imposible que no descendieran los dos últimos clasificados.

### Tabla de posiciones final
| Pos. | Equipo                  | Pts. | PJ | PG | PE | PP | GF | GC | Dif. |
| ---- | ----------------------- | ---- | -- | -- | -- | -- | -- | -- | ---- |
| 1.º  | Ferro Carril Oeste      | 8    | 5  | 3  | 2  | 0  | 16 | 10 | 6    |
| 2.º  | Banfield                | 7    | 5  | 2  | 3  | 0  | 15 | 9  | 6    |
| 3.º  | Atlanta                 | 5    | 5  | 2  | 1  | 2  | 14 | 12 | 2    |
| 4.º  | Gimnasia y Esgrima (LP) | 4    | 5  | 1  | 2  | 2  | 9  | 12 | −3   |
| 5.º  | Estudiantes (LP)        | 4    | 5  | 1  | 2  | 2  | 4  | 11 | −7   |
| 6.º  | Lanús                   | 2    | 5  | 0  | 2  | 3  | 4  | 8  | −4   |

### Tabla sumatoria del Metropolitano y el Reclasificatorio
Se usó para determinar los descensos.
| Pos | Equipo                  | Metropolitano | Reclasificatorio | Total |
| --- | ----------------------- | ------------- | ---------------- | ----- |
| 1.º | Estudiantes (LP)        | 33            | 4                | 37    |
| 2.º | Atlanta                 | 31            | 5                | 36    |
| 3.º | Ferro Carril Oeste      | 24            | 8                | 32    |
| 4.º | Gimnasia y Esgrima (LP) | 26            | 4                | 30    |
| 5.º | Lanús                   | 12            | 2                | 14    |
| 6.º | Banfield                | 0             | 7                | 7     |

|  |                        |
|  | Descendió a Primera B. |

## Descensos y ascensos
Se produjo el descenso a Primera B de Banfield y Lanús y el ascenso de All Boys, por lo que los equipos participantes del Torneo Metropolitano 1973 se redujeron a 17.

## Goleadores
| Jugador              | Jugador         | Goles | Equipo          |
| -------------------- | --------------- | ----- | --------------- |
| Bandera de Argentina | Miguel Brindisi | 21    | Huracán         |
| Bandera de Argentina | Roque Avallay   | 17    | Huracán         |
| Bandera de Argentina | Carlos Bianchi  | 16    | Vélez Sarsfield |
| Bandera de Argentina | Hugo Curioni    | 16    | Boca Juniors    |
| Bandera de Argentina | Rubén Ayala     | 15    | San Lorenzo     |